# سیارک ۵۵۸۱۵
سیارک ۵۵۸۱۵ (به انگلیسی: 55815 Melindakim، نامگذاری:1994YU2) پنجاه و پنج هزار و هشتصد و پانزدهمین سیارک کشف شده‌است که در ۳۱ دسامبر ۱۹۹۴ کشف شد.